# Copernicus Festival

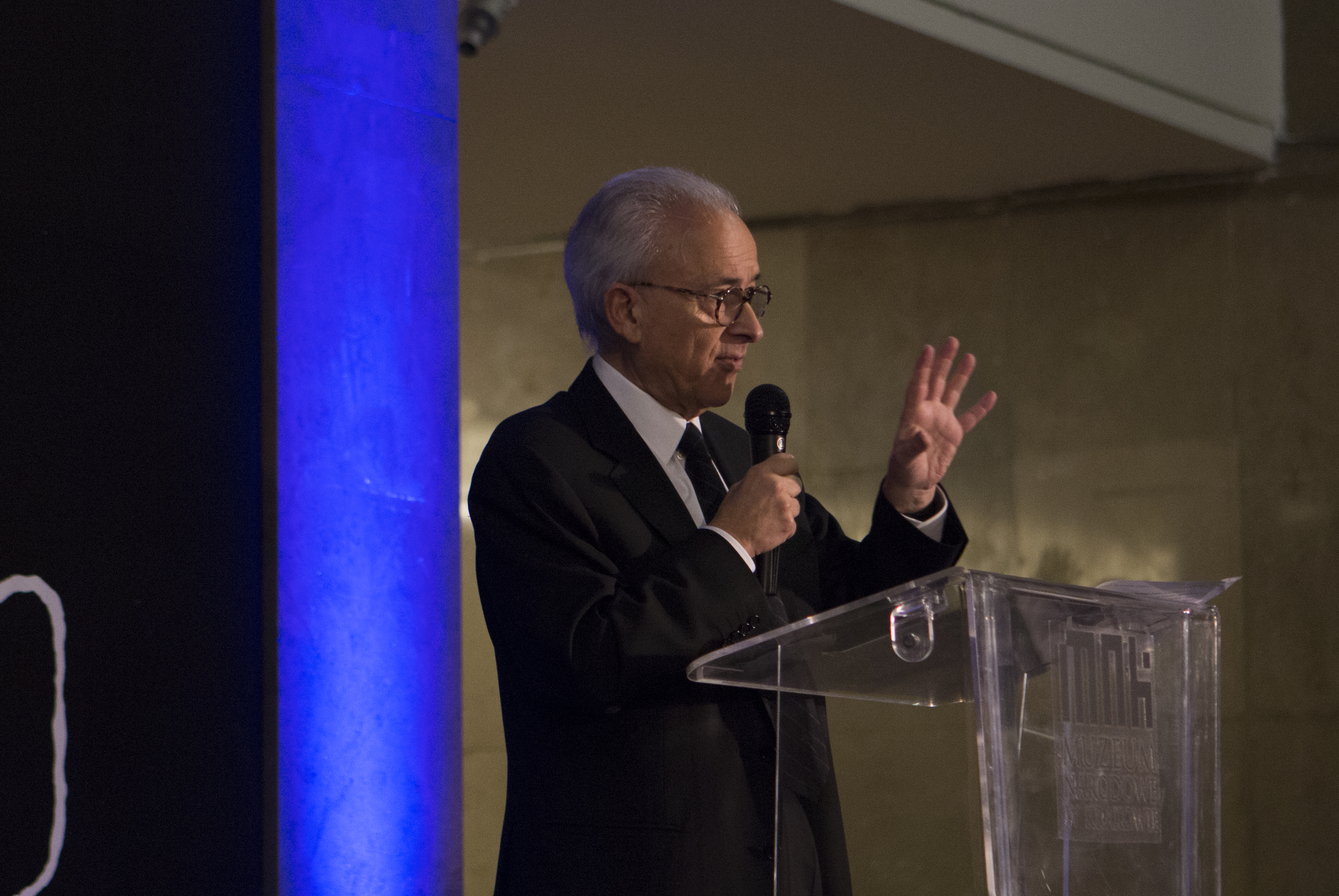
Wykład António Damásio (2017)

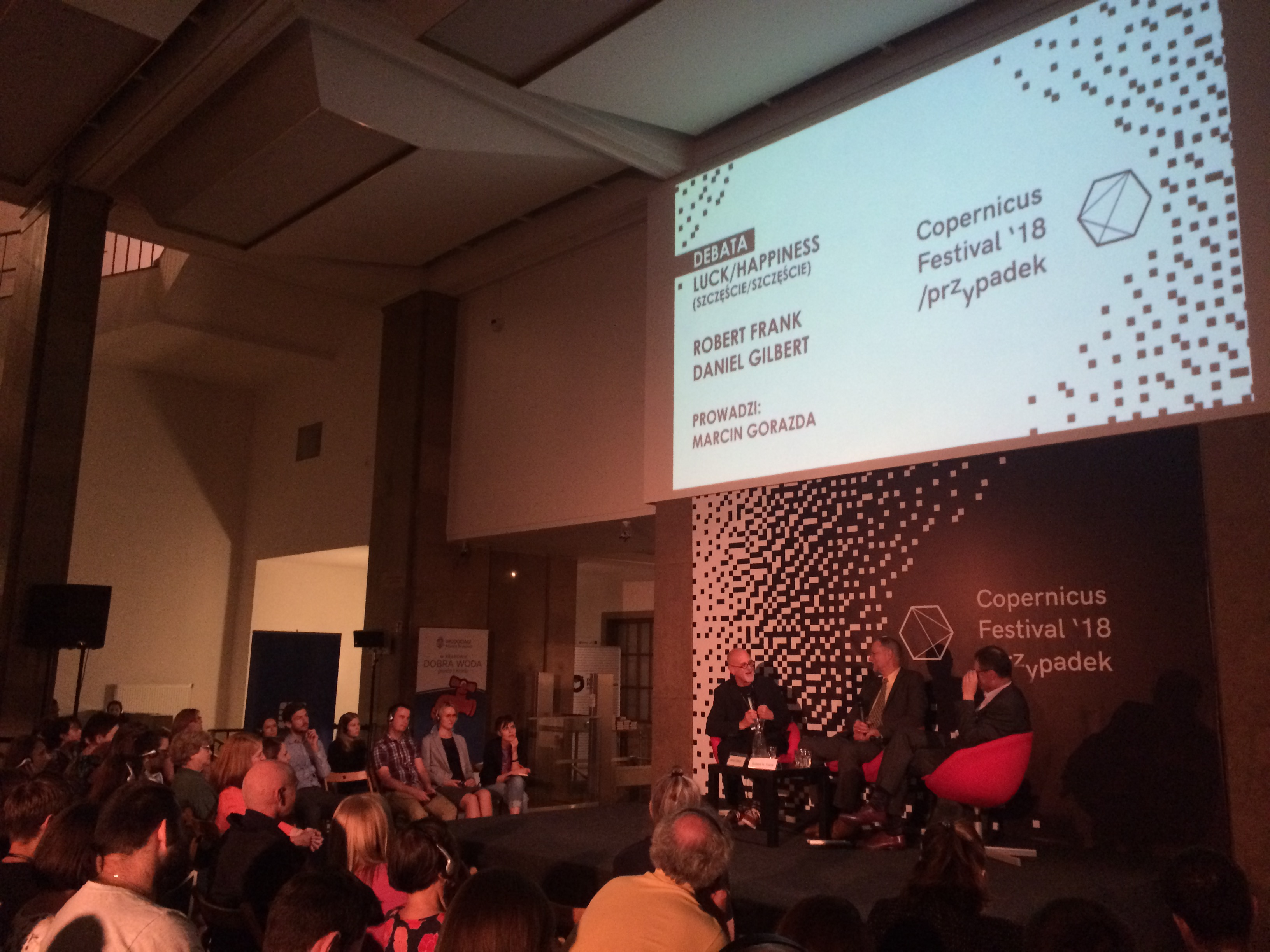
Dyskusja: Daniel Gilbert i Robert H. Frank (2018)

Copernicus Festival – festiwal naukowy organizowany przez Centrum Kopernika Badań Interdyscyplinarnych, Fundację Tygodnika Powszechnego i Uniwersytet Jagielloński, odbywający się corocznie w drugiej połowie maja w Krakowie. W jego ramach mają miejsce wykłady, dyskusje, warsztaty, pokazy filmowe i wystawy poświęcone m.in. neuronaukom, biologii ewolucyjnej, fizyce, prawu i filozofii.

## Idea i program
Copernicus Festival w zamyśle twórców miał stanowić pole szerokiej wymiany myśli przedstawicieli różnych dyscyplin. Grzegorz Jankowicz pisał we wstępie do pierwszego katalogu festiwalowego: „Nauka, sztuka, humanistyka – każda na swój sposób próbuje uchwycić i zrozumieć zjawiska, które mają fundamentalny wpływ na nasze życie. Postanowiliśmy zorganizować festiwal, by ważne pytania na temat istnienia i granic poznania zadać wspólnie”. Pierwsza edycja festiwalu pod hasłem Rewolucje odbyła się w 2014 roku.
Wydarzenia programu głównego Copernicus Festival, czyli wykłady oraz dyskusje panelowe, odbywają się w Gmachu Głównym Muzeum Narodowego w Krakowie. Wykłady są tłumaczone symultanicznie na język polski lub angielski przez zespół przewodzony przez Piotra Krasnowolskiego. Osobne pasmo stanowią spotkania z cyklu Śniadania mistrzów w kawiarni De Revolutionibus Books&Cafe przy ul. Brackiej. W bazylice Trójcy Świętej oo. Dominikanów wieczorami odbywają się koncerty połączone z wykładami. Program uzupełniają koncerty w klubie Forum Przestrzenie oraz nocne pasma filmowe organizowane w Kinie Mikro. Wśród pozostałych lokalizacji festiwalowych były lub są m.in.: krakowska PWST, Muzeum Manggha, Filharmonia Krakowska, Cricoteka i Obserwatorium Astronomiczne UJ.
Każdej edycji towarzyszy wydawany przez „Tygodnik Powszechny” bezpłatny katalog zawierający program oraz uzupełniające go artykuły popularnonaukowe. Copernicus Festival powstaje przy wsparciu środków miejskich, Ministerstwa Kultury i Dziedzictwa Narodowego, Fundacji na Rzecz Nauki Polskiej i Krakowskiego Biura Festiwalowego.
Wstęp na większość wydarzeń festiwalowych jest wolny. Wykłady i dyskusje są nagrywane i udostępniane na kanale YouTube Centrum Kopernika.
W 2015 druga edycja festiwalu została poświęcona Józefowi Hofmannowi. W 2017 identyfikacja wizualna została opracowana na podstawie reprodukcji grafik Jerzego Panka.

## Edycje
- 2014: Rewolucje
- 2015: Geniusz
- 2016: Piękno
- 2017: Emocje[3]
- 2018: Przypadek[8]
- 2019: Język[9]
- 2020: Czas[10]
- 2021: Wyobraźnia[11]
- 2022: Informacja[12]
- 2023: Kosmos[13]

## Goście
Na przestrzeni lat gośćmi festiwalu byli m.in.: Dominika Dudek, Adam Łomnicki, Łukasz Orbitowski, Jan Woleński, Krzysztof Zanussi (2014), Wojciech Bonowicz (od 2014), Jerzy Vetulani (2014–2016), George Ellis, Anna Wierzbicka, Katarzyna Chałasińska-Macukow, Andrzej Olechowski, Marek Krajewski, Fisz i Emade, Ewa Łętowska (2015), Julian Barbour, Semir Zeki, John Banville, Stefan Chwin, Marcin Rotkiewicz (2016), Hanna i António Damásio, Karen Wynn, Paul Bloom, Mark Miodownik, Krzysztof Meissner, Andrzej Zoll, Andrzej Białas (2017), Robert H. Frank, Daniel Gilbert, Jean-Pierre Lasota, Czesław Porębski, Władysław Stróżewski, Adam Zagajewski, Krzysztof Zamorski, Andrzej Jajszczyk (2018), Paul Davies, Charles Taylor, Daniel Everett, Elżbieta Tabakowska, Jerzy Bralczyk (2019) i Marek Sanak (2022).

## Twórcy
- dyrektor programowy: Michał Heller[3]
- rada programowa: Bartosz Brożek, Jerzy Stelmach, Jacek Ślusarczyk, Grzegorz Jankowicz
- dyrektor wykonawczy: Bartłomiej Kucharzyk (2014–2018)[a][20]
- rzeczniczka prasowa: Diana Sałacka